# Lista țărilor în funcție de frontierele terestre

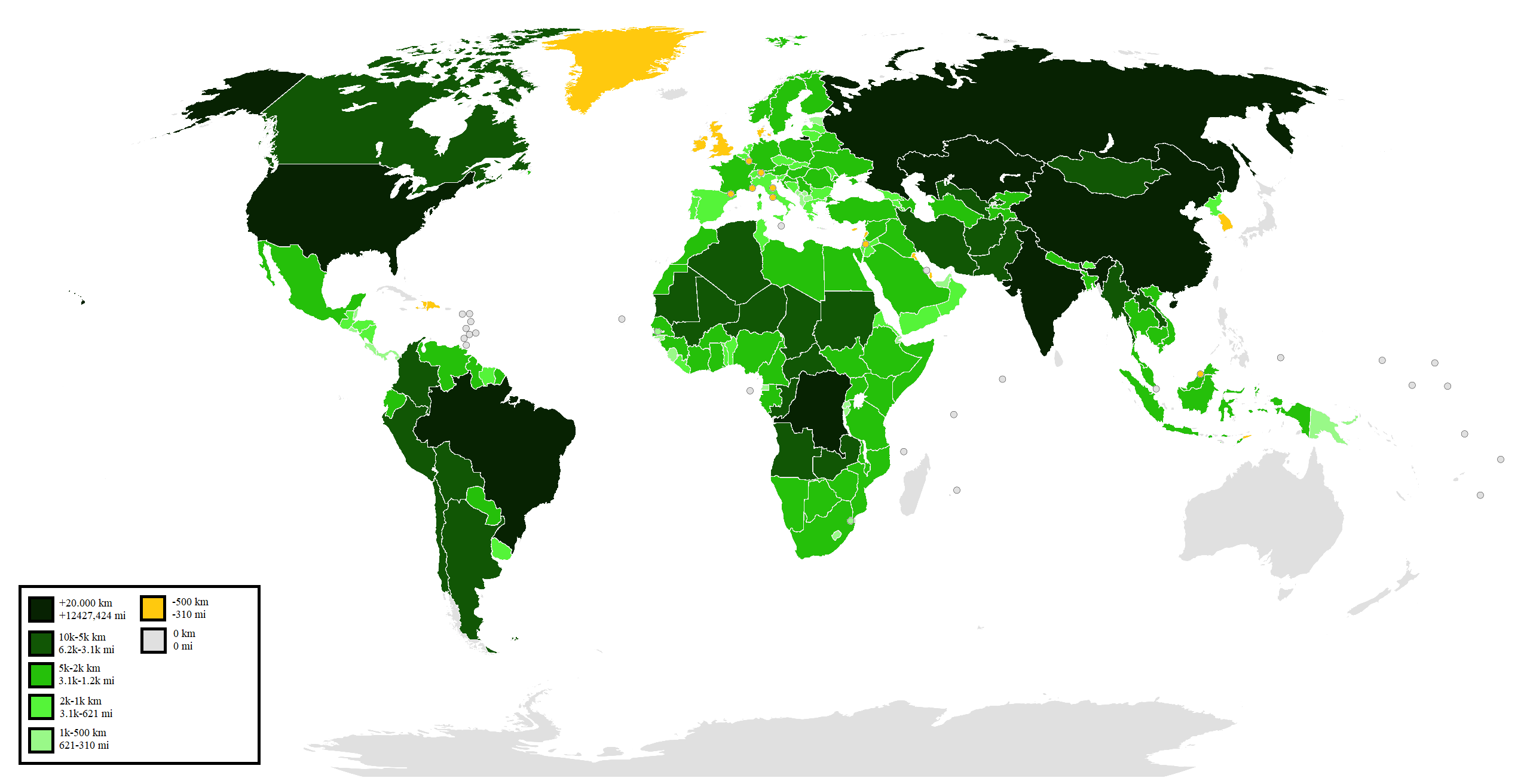
Harta țărilor și teritoriilor lumii în funcție de lungimea granițelor terestre

Harta țărilor și teritoriilor lumii lipsite de granițe terestre

Lista țărilor în funcție de frontierele terestre prezintă vecinătățile, numărul și lungimea frontierelor terestre ale țărilor și teritoriilor lumii. Lista include state suverane și teritorii dependente bazate pe standardul ISO 3166-1 al Organizației Internaționale de Standardizare. Teritoriile neautonome sunt marcate cu caractere cursive. 
Sunt prezentate țările și teritoriile învecinate, numărul și lungimea totală a frontierelor terestre, precum și numărul și lungimile segmentelor individuale de graniță pentru fiecare dintre țările și teritoriile învecinate, în principal pe baza datelor publicate de ChartsBin și Agenția Centrală de Informații (Central Intelligence Agency - CIA). Atunci când sunt disponibile, sunt utilizate valorile oficiale publicate de agențiile naționale de statistică. Deoarece metodele topografice utilizate diferă, țările învecinate pot raporta lungimi diferite de frontieră.
Țările sau teritoriile care sunt conectate doar prin intermediul unor structuri artificiale, precum poduri, viaducte sau tuneluri, nu sunt considerate a avea frontiere terestre. Granițele desfășurate de-a lungul lacurilor, râurilor, canalelor, golfurilor și altor ape interioare sunt considerate frontiere terestre.
Sortarea este în ordine alfabetică, în funcție de numele prescurtat al statului/teritoriului respectiv.
Cuprins: Început - 0–9 A B C D E F G H I J K L M N O P Q R S T U V W X Y Z

| Țară / Teritoriu | Lungimea granițelor terestre | Numărul granițelor terestre | Numărul țărilor învecinate | Țări și teritorii învecinate și lungimea graniței |
| Țară / Teritoriu | km                           | Numărul granițelor terestre | Numărul țărilor învecinate | km |
| |                              |                             |                            | |
| --- | ---------------------------- | --------------------------- | -------------------------- | --- |
| Afganistan | 5.529                        | 6                           | 6                          | China: 76 · Iran: 935 · Pakistan: 2.430 · Tadjikistan: 1.206 · Turkmenistan: 744 · Uzbekistan: 144 |
| Africa de Sud | 4.862                        | 7                           | 6                          | Botswana: 1.840 · Eswatini: 430 · Lesotho: 909 · Mozambic (2): 491 · Namibia: 967 · Zimbabwe: 225 |
| Albania | 720                          | 4                           | 4                          | Grecia: 282 · Kosovo: 112 · Macedonia de Nord: 151 · Muntenegru: 172 |
| Algeria | 6.470                        | 7                           | 7                          | Libia: 982 · Mali: 1.376 · Mauritania: 463 · Maroc: 1.559 · Niger: 956 · Tunisia: 1.010 · Sahara Occidentală: 42 |
| Andorra | 120                          | 2                           | 2                          | Franța: 56,6 · Spania: 63,7 |
| Angola | 5.198                        | 5                           | 4                          | Republica Democratică Congo (2): 2.511 · Republica Congo: 201 · Namibia: 1.376 · Zambia: 1.110 |
| Antigua și Barbuda | 0                            | 0                           | 0                          | |
| Arabia Saudită | 4.431                        | 8                           | 8                          | Bahrain 0,196 · Irak: 814 · Iordania: 744 · Kuweit: 222 · Oman: 676 · Qatar: 60 · Emiratele Arabe Unite: 457 · Yemen: 1.458 |
| Argentina | 9.665                        | 6                           | 5                          | Bolivia: 832 · Brazilia: 1.224 · Chile (2): 5.300 · Paraguay: 1.880 · Uruguay: 579 |
| Armenia | 1.254                        | 9                           | 4                          | Azerbaidjan (6): 787 · Georgia: 164 · Iran: 35 · Turcia: 268 |
| Australia | 0                            | 0                           | 0                          | |
| Austria | 2.562                        | 9                           | 8                          | Cehia: 362 · Germania: 784 · Ungaria: 366 · Italia: 430 · Liechtenstein: 34 · Slovacia: 91 · Slovenia: 330 · Elveția (2): 164 |
| Azerbaidjan | 2.013                        | 11                          | 5                          | Armenia (6): 787 · Georgia: 322 · Iran (2): 432 · Rusia: 284 · Turcia: 9 |
| Bahamas | 0                            | 0                           | 0                          | |
| Bahrain | 0,196                        | 1                           | 1                          | Arabia Saudită 0,196 |
| Bangladesh | 4.246                        | 3                           | 2                          | India, inclusiv enclava Dahagram-Angarpota (2): 4.053 · Myanmar: 193 |
| Barbados | 0                            | 0                           | 0                          | |
| Belarus | 2.900                        | 6                           | 5                          | Letonia: 141 · Lituania: 502 · Polonia: 407 · Rusia (2): 959 · Ucraina: 891 |
| Belgia | 1.385                        | 39                          | 4                          | Franța: 620 · Germania 167 (6): · Luxemburg: 148 · Țările de Jos (31): 450 |
| Belize | 516                          | 2                           | 2                          | Guatemala: 266 · Mexic: 250 |
| Benin | 1.989                        | 4                           | 4                          | Burkina Faso: 306 · Niger: 266 · Nigeria: 773 · Togo: 644 |
| Bhutan | 1.075                        | 2                           | 2                          | China: 470 · India: 605 |
| Bolivia | 6.743                        | 5                           | 5                          | Argentina: 832 · Brazilia: 3.400 · Chile: 861 · Paraguay: 750 · Peru: 900 |
| Bosnia și Herțegovina | 1.459                        | 5                           | 3                          | Croația (2): 932 · Muntenegru: 225 · Serbia (2): 302 |
| Botswana | 4.015                        | 4                           | 4                          | Namibia: 1.360 · Africa de Sud: 1.840 · Zambia: 0,15 · Zimbabwe: 813 |
| Brazilia | 14.691                       | 10                          | 10                         | Argentina: 1.224 · Bolivia: 3.400 · Columbia: 1.643 · Guiana Franceză (Franța): 673 · Guyana: 1.119 · Paraguay: 1.290 · Peru: 1.560 · Suriname: 597 · Uruguay: 985 · Venezuela: 2.200                                                             |
| Brunei | 381                          | 1                           | 1                          | Malaysia (2): 381 |
| Bulgaria | 1.808                        | 5                           | 5                          | Grecia: 494 · Macedonia de Nord: 148 · România: 608 · Serbia: 318 · Turcia: 240 |
| Burkina Faso | 3.193                        | 6                           | 6                          | Benin: 306 · Coasta de Fildeș: 584 · Ghana: 549 · Mali: 1.000 · Niger: 628 · Togo: 126 |
| Burundi | 974                          | 3                           | 3                          | Republica Democratică Congo: 233 · Rwanda: 290 · Tanzania: 451 |
| Cambodgia | 2.572                        | 3                           | 3                          | Laos: 541 · Thailanda: 803 · Vietnam: 1.228 |
| Camerun | 4.591                        | 6                           | 6                          | Republica Centrafricană: 797 · Ciad: 1.094 · Republica Congo: 523 · Guineea Ecuatorială: 189 · Gabon: 298 · Nigeria: 1.690 |
| Canada | 8.894                        | 6                           | 2                          | Statele Unite (4): 8.893 · Groenlanda (Danemarca): 1,2 |
| Capul Verde | 0                            | 0                           | 0                          | |
| Cehia | 1.881                        | 4                           | 4                          | Austria: 362 · Germania: 815 · Polonia: 658 · Slovacia: 215 |
| Chile | 6.171                        | 4                           | 3                          | Argentina (2): 5.300 · Bolivia: 861 · Peru: 160 |
| China | 22.147                       | 17                          | 14                         | Afganistan: 76 · Bhutan: 470 · India (3): 3.380 · Kazahstan: 1.533 · Coreea de Nord: 1.416 · Kârgâzstan: 858 · Laos: 423 · Mongolia: 4.677 · Myanmar: 2.185 · Nepal: 1.236 · Pakistan: 523 · Rusia (2): 3.645 · Tadjikistan: 414 · Vietnam: 1.281 |
| Ciad | 5.968                        | 6                           | 6                          | Camerun: 1.094 · Republica Centrafricană: 1.197 · Libia: 1.055 · Niger: 1.175 · Nigeria: 87 · Sudan: 1.360 |
| Cipru | 152                          | 6                           | 1                          | Akrotiri și Dhekelia (Regatul Unit) (6): 152 |
| Coasta de Fildeș | 3.110                        | 5                           | 5                          | Burkina Faso: 584 · Ghana: 668 · Guineea: 610 · Liberia: 716 · Mali: 532 |
| Columbia | 6.004                        | 5                           | 5                          | Brazilia: 1.643 · Ecuador: 590 · Panama: 225 · Peru: 1.496 · Venezuela: 2.050 |
| Comore | 0                            | 0                           | 0                          | |
| Coreea de Nord | 1.673                        | 3                           | 3                          | China: 1.416 · Coreea de Sud: 238 · Rusia: 19 |
| Coreea de Sud | 238                          | 1                           | 1                          | Coreea de Nord: 238 |
| Costa Rica | 639                          | 2                           | 2                          | Nicaragua: 309 · Panama: 330 |
| Croația | 2.197                        | 6                           | 5                          | Bosnia și Herțegovina (2): 932 · Ungaria: 329 · Muntenegru: 25 · Serbia: 241 · Slovenia: 670 |
| Cuba | 0                            | 0                           | 0                          | |
| Danemarca (zona continentală) | 68                           | 1                           | 1                          | Germania: 68 |
| Regatul Danemarcei · include: · → Danemarca · → Insulele Feroe · → Groenlanda | 69                           | 2                           | 2                          | Germania: 68 · Canada: 1,2 |
| Djibouti | 528                          | 3                           | 3                          | Eritreea: 125 · Etiopia: 342 · Somaliland: 61 |
| Dominica | 0                            | 0                           | 0                          | |
| Ecuador | 2.010                        | 2                           | 2                          | Columbia: 590 · Peru: 1.420 |
| Egipt | 2.665                        | 4                           | 4                          | Fâșia Gaza (Palestina): 11 · Israel: 266 · Libia: 1.115 · Sudan: 1.273 |
| El Salvador | 545                          | 2                           | 2                          | Guatemala: 203 · Honduras: 342 |
| Elveția | 1.852                        | 8                           | 5                          | Austria (2): 164 · Franța: 573 · Italia (2): 740 · Liechtenstein: 41 · Germania (2): 334 |
| Emiratele Arabe Unite | 867                          | 5                           | 2                          | Oman (4): 410 · Arabia Saudită: 457 |
| Eritreea | 1.626                        | 3                           | 3                          | Djibouti: 125 · Etiopia: 912 · Sudan: 605 |
| Estonia | 633                          | 2                           | 2                          | Letonia: 339 · Rusia: 294 |
| Eswatini | 535                          | 2                           | 2                          | Mozambic: 105 · Africa de Sud: 430 |
| Etiopia | 5.328                        | 6                           | 6                          | Djibouti: 342 · Eritreea: 912 · Kenya: 861 · Somalia: 1.600 · Sudanul de Sud: 883 · Sudan: 723 |
| Fiji | 0                            | 0                           | 0                          | |
| Filipine | 0                            | 0                           | 0                          | |
| Finlanda | 2.690                        | 4                           | 3                          | Norvegia: 736 · Suedia (2): 614 · Rusia: 1.340 |
| Franța (zona metropolitană) | 2.889                        | 10                          | 8                          | Andorra: 56,6 · Belgia: 620 · Germania: 451 · Italia: 488 · Luxemburg: 73 · Monaco: 4,4 · Spania (3): 623 · Elveția: 573 |
| Franța · include zona metropolitană și Franța de peste mări: · → Insula Clipperton · → Guiana Franceză · → Polinezia Franceză · → Teritoriile australe și antarctice franceze · → Guadeloupe · → Martinica · → Mayotte · → Noua Caledonie · → Réunion · → Saint Barthélemy · → Saint Martin · → Saint Pierre și Miquelon · → Wallis și Futuna | 4.082                        | 13                          | 11                         | Andorra: 56,6 · Belgia: 620 · Brazilia: 673 · Germania: 451 · Italia: 488 · Luxemburg: 73 · Monaco: 4,4 · Sint Maarten (Țările de Jos): 10,2 · Spania (3): 623 · Suriname: 510 · Elveția: 573                                                     |
| Gabon | 2.551                        | 3                           | 3                          | Camerun: 298 · Republica Congo: 1.903 · Guineea Ecuatorială: 350 |
| Gambia | 740                          | 1                           | 1                          | Senegal: 740 |
| Georgia | 1.814                        | 4                           | 4                          | Armenia: 219 · Azerbaidjan: 428 · Rusia: 894 · Turcia: 273 · |
| Germania | 3.621                        | 15                          | 9                          | Austria: 784 · Belgia (6): 167 · Cehia: 815 · Danemarca: 68 · Franța: 451 · Luxemburg: 138 · Țările de Jos: 577 · Polonia: 456 · Elveția (2): 334                                                                                                 |
| Ghana | 2.094                        | 3                           | 3                          | Burkina Faso: 549 · Coasta de Fildeș: 668 · Togo: 877 |
| Grecia | 1.228                        | 4                           | 4                          | Albania: 282 · Bulgaria: 494 · Turcia: 206 · Macedonia de Nord: 246 |
| Grenada | 0                            | 0                           | 0                          | |
| Guatemala | 1.687                        | 4                           | 4                          | Belize: 266 · El Salvador: 203 · Honduras: 256 · Mexic: 962 |
| Guineea | 3.399                        | 6                           | 6                          | Coasta de Fildeș: 610 · Guineea-Bissau: 386 · Liberia: 563 · Mali: 858 · Senegal: 330 · Sierra Leone: 652 |
| Guineea-Bissau | 724                          | 2                           | 2                          | Guineea: 386 · Senegal: 338 |
| Guineea Ecuatorială | 539                          | 2                           | 2                          | Camerun: 189 · Gabon: 350 |
| Guyana | 2.462                        | 3                           | 3                          | Brazilia: 1.119 · Suriname: 600 · Venezuela: 743 |
| Haiti | 360                          | 1                           | 1                          | Republica Dominicană: 360 |
| Honduras | 1.520                        | 3                           | 3                          | Guatemala: 256 · El Salvador: 342 · Nicaragua: 922 |
| Hong Kong (China) | 30                           | 1                           | 1                          | China: 30 |
| India | 14.209                       | 10                          | 7                          | Bangladesh (2): 4.053 · Bhutan: 605 · China (3): 3.380 · Myanmar: 1.463 · Nepal: 1.690 · Pakistan: 2.912 · Sri Lanka: 0,045 (grind de pe Podul lui Adam)                                                                                          |
| Indonezia | 2.830                        | 4                           | 3                          | Timorul de Est (2): 228 · Malaysia: 1.782 · Papua Noua Guinee: 820 |
| Insulele Marshall | 0                            | 0                           | 0                          | |
| Insulele Solomon | 0                            | 0                           | 0                          | |
| Iordania | 1.635                        | 5                           | 5                          | Irak: 181 · Israel: 238 · Arabia Saudită: 744 · Siria: 375 · Cisiordania (Palestina): 97 |
| Irak | 3.650                        | 6                           | 6                          | Iran: 1.458 · Iordania: 181 · Kuweit: 240 · Arabia Saudită: 814 · Siria: 605 · Turcia: 352 |
| Iran | 5.440                        | 8                           | 7                          | Afganistan: 936 · Armenia: 35 · Azerbaidjan (2): 611 · Irak: 1.458 · Pakistan: 909 · Turcia: 499 · Turkmenistan: 992 |
| Irlanda | 499                          | 1                           | 1                          | Regatul Unit: 499 |
| Islanda | 0                            | 0                           | 0                          | |
| Israel | 1.017                        | 6                           | 5                          | Egipt: 266 · Fâșia Gaza (Palestina): 51 · Iordania: 238 · Liban: 79 · Siria: 76 · Cisiordania (Palestina): 307 |
| Italia | 1.932                        | 7                           | 6                          | Austria: 430 · Franța: 488 · San Marino: 39 · Slovenia: 232 · Elveția (2): 740 · Vatican: 3,2 |
| Jamaica | 0                            | 0                           | 0                          | |
| Japonia | 0                            | 0                           | 0                          | |
| Kazahstan | 12.012                       | 5                           | 5                          | China: 1.533 · Kârgâzstan: 1.051 · Rusia: 6.846 · Turkmenistan: 379 · Uzbekistan: 2.203 |
| Kârgâzstan | 3.878                        | 11                          | 4                          | China: 858 · Kazahstan: 1.051 · Tadjikistan (3): 870 · Uzbekistan (6): 1.099 |
| Kenya | 3.477                        | 5                           | 5                          | Etiopia: 861 · Somalia: 682 · Sudanul de Sud: 232 · Tanzania: 769 · Uganda: 933 |
| Kiribati | 0                            | 0                           | 0                          | |
| Kosovo | 701                          | 4                           | 4                          | Albania: 112 · Muntenegru: 79 · Macedonia de Nord: 159 · Serbia: 352 |
| Kuweit | 462                          | 2                           | 2                          | Irak: 240 · Arabia Saudită: 222 |
| Laos | 5.083                        | 5                           | 5                          | Cambodgia: 541 · China: 423 · Myanmar: 235 · Thailanda: 1.754 · Vietnam: 2.130 |
| Lesotho | 909                          | 1                           | 1                          | Africa de Sud: 909 |
| Letonia | 1.150                        | 4                           | 4                          | Belarus: 141 · Estonia: 339 · Lituania: 453 · Rusia: 217 |
| Liban | 454                          | 2                           | 2                          | Israel: 79 · Siria: 375 |
| Liberia | 1.585                        | 3                           | 3                          | Guineea: 563 · Coasta de Fildeș: 716 · Sierra Leone: 306 |
| Libia | 4.348                        | 6                           | 6                          | Algeria: 982 · Ciad: 1.055 · Egipt: 1.115 · Niger: 354 · Sudan: 383 · Tunisia: 459 |
| Liechtenstein | 76                           | 2                           | 2                          | Austria: 34 · Elveția: 41 |
| Lituania | 1.273                        | 4                           | 4                          | Belarus: 502 · Letonia: 453 · Polonia: 91 · Rusia: 227 |
| Luxemburg | 359                          | 3                           | 3                          | Belgia: 148 · Franța: 73 · Germania: 138 |
| Macao (China) | 0,34                         | 1                           | 1                          | China: 0,34 |
| Macedonia de Nord | 766                          | 5                           | 5                          | Albania: 151 · Bulgaria: 148 · Grecia: 246 · Kosovo: 159 · Serbia: 62 |
| Madagascar | 0                            | 0                           | 0                          | |
| Madeira (Portugalia) | 0                            | 0                           | 0                          | |
| Malawi | 2.881                        | 3                           | 3                          | Mozambic: 1.569 · Tanzania: 475 · Zambia: 837 |
| Malaysia | 3.147                        | 4                           | 3                          | Brunei (2): 381 · Indonezia: 1.782 · Thailanda: 506 |
| Maldive | 0                            | 0                           | 0                          | |
| Mali | 7.243                        | 7                           | 7                          | Algeria: 1.376 · Burkina Faso: 1.000 · Coasta de Fildeș: 532 · Guineea: 858 · Mauritania: 2.237 · Niger: 821 · Senegal: 419 |
| Malta | 0                            | 0                           | 0                          | |
| Maroc | 2.018                        | 5                           | 3                          | Algeria: 1.559 · Sahara Occidentală: 443 · Spania (3): 17 |
| Mauritania | 5.074                        | 4                           | 4                          | Algeria: 463 · Mali: 2.237 · Senegal: 813 · Sahara Occidentală: 1.561 |
| Mauritius | 0                            | 0                           | 0                          | |
| Mexic | 4.353                        | 3                           | 3                          | Belize: 250 · Guatemala: 962 · Statele Unite: 3.141 |
| Moldova | 1.389                        | 2                           | 2                          | România: 450 · Ucraina: 939 |
| Monaco | 4,4                          | 1                           | 1                          | Franța: 4,4 |
| Mongolia | 8.220                        | 2                           | 2                          | China: 4.677 · Rusia: 3.485 |
| Mozambic | 4.571                        | 6                           | 6                          | Eswatini: 105 · Malawi: 1.569 · Africa de Sud (2): 491 · Tanzania: 756 · Zambia: 419 · Zimbabwe: 1.231 |
| Muntenegru | 625                          | 5                           | 5                          | Albania: 172 · Bosnia și Herțegovina: 225 · Croația: 25 · Kosovo: 79 · Serbia: 124 |
| Myanmar | 5.876                        | 5                           | 5                          | Bangladesh: 193 · China: 2.185 · India: 1.463 · Laos: 235 · Thailanda: 1.800 |
| Namibia | 3.936                        | 4                           | 4                          | Angola: 1.376 · Botswana: 1.360 · Africa de Sud: 967 · Zambia: 233 |
| Nauru | 0                            | 0                           | 0                          | |
| Nepal | 2.926                        | 2                           | 2                          | China: 1.236 · India: 1.690 |
| Nicaragua | 1.231                        | 2                           | 2                          | Costa Rica: 309 · Honduras: 922 |
| Niger | 5.697                        | 7                           | 7                          | Algeria: 956 · Benin: 266 · Burkina Faso: 628 · Ciad: 1.175 · Libia: 354 · Mali: 821 · Nigeria: 1.497 |
| Nigeria | 4.047                        | 4                           | 4                          | Benin: 773 · Camerun: 1.690 · Ciad: 87 · Niger: 1.497 |
| Norvegia | 2.551                        | 3                           | 3                          | Finlanda: 736 · Suedia: 1.619 · Rusia: 196 |
| Noua Zeelandă | 0                            | 0                           | 0                          | |
| Oman | 1.374                        | 6                           | 3                          | Arabia Saudită: 676 · Emiratele Arabe Unite (4): 410 · Yemen: 288 |
| Osetia de Sud | 466                          | 2                           | 2                          | Rusia: 74 · Georgia: 334 |
| Pakistan | 6.774                        | 4                           | 4                          | Afganistan: 2.430 · India: 2.912 · Iran: 909 · China: 523 · |
| Palau | 0                            | 0                           | 0                          | |
| Palestina | 466                          | 4                           | 3                          | Egipt: 11 · Israel (2): 358 · Iordania: 97 |
| Panama | 555                          | 2                           | 2                          | Columbia: 225 · Costa Rica: 330 |
| Papua Noua Guinee | 820                          | 1                           | 1                          | Indonezia: 820 |
| Paraguay | 3.920                        | 3                           | 3                          | Argentina: 1.880 · Bolivia: 750 · Brazilia: 1.290 |
| Peru | 5.536                        | 5                           | 5                          | Bolivia: 900 · Brazilia: 1.560 · Chile: 160 · Columbia: 1.496 · Ecuador: 1.420 |
| Polonia | 2.788                        | 7                           | 7                          | Belarus: 407 · Cehia: 658 · Germania: 456 · Lituania: 91 · Rusia: 206 · Slovacia: 444 · Ucraina: 526 |
| Portugalia | 1.214                        | 1                           | 1                          | Spania: 1.214 |
| Qatar | 60                           | 1                           | 1                          | Arabia Saudită: 60 |
| Regatul Unit (zona nord-europeană) · include Țările Regatului Unit: · → Anglia · → Irlanda de Nord · → Scoția · → Țara Galilor | 499                          | 1                           | 1                          | Irlanda: 499 |
| Regatul Unit · include Țările Regatului Unit, Teritoriile britanice de peste mări și Dependențele coroanei: · → Akrotiri și Dhekelia · → Anguilla · → Bermuda · → Teritoriul Britanic din Oceanul Indian · → Insulele Virgine Britanice · → Insulele Cayman · → Anglia · → Insulele Falkland · → Gibraltar · → Guernsey · → Insula Man · → Jersey · → Montserrat · → Irlanda de Nord · → Insulele Pitcairn · → Sfânta Elena, Ascension și Tristan da Cunha · → Scoția · → Georgia de Sud și Insulele Sandwich de Sud · → Insulele Turks și Caicos · → Țara Galilor | 652,2                        | 8                           | 3                          | Cipru (6): 152 · Irlanda: 499 · Spania: 1,2 |
| Republica Centrafricană | 5.213                        | 6                           | 6                          | Camerun: 797 · Ciad: 1.197 · Republica Democratică Congo: 1.577 · Republica Congo: 467 · Sudanul de Sud: 682 · Sudan: 483 |
| Republica Congo | 5.504                        | 5                           | 5                          | Angola: 201 · Camerun: 523 · Republica Centrafricană: 467 · Republica Democratică Congo: 2.410 · Gabon: 1.903 |
| Republica Democratică Congo | 10.730                       | 10                          | 9                          | Angola (2): 2.511 · Burundi: 233 · Republica Centrafricană: 1.577 · Republica Congo: 2.410 · Rwanda: 217 · Sudanul de Sud: 628 · Tanzania: 459 · Uganda: 765 · Zambia: 1.930                                                                      |
| Republica Dominicană | 360                          | 1                           | 1                          | Haiti: 360 |
| România | 2.508                        | 6                           | 5                          | Bulgaria: 608 · Ungaria: 443 · Moldova: 450 · Serbia: 476 · Ucraina (2): 531 |
| Rusia | 20.017                       | 16                          | 14                         | Azerbaidjan: 284 · Belarus (2): 959 · China (2): 3.645 · Estonia: 294 · Finlanda: 1.340 · Georgia: 723 · Kazahstan: 6.846 · Coreea de Nord: 19 · Letonia: 217 · Lituania: 227 · Mongolia: 3.485 · Norvegia: 196 · Polonia: 206 · Ucraina: 1.576 · |
| Rwanda | 893                          | 4                           | 4                          | Burundi: 290 · Republica Democratică Congo: 217 · Tanzania: 217 · Uganda: 169 |
| Sahara Occidentală | 2.046                        | 3                           | 3                          | Algeria: 42 · Mauritania: 1.561 · Maroc: 443 |
| Saint Pierre și Miquelon | 0,054                        | 1                           | 1                          | Canada 0,054 |
| Samoa | 0                            | 0                           | 0                          | |
| San Marino | 39                           | 1                           | 1                          | Italia: 39 |
| São Tomé și Príncipe | 0                            | 0                           | 0                          | |
| Senegal | 2.640                        | 5                           | 5                          | Gambia: 740 · Guineea: 330 · Guineea-Bissau: 338 · Mali: 419 · Mauritania: 813 |
| Serbia | 2.027                        | 9                           | 8                          | Bosnia și Herțegovina (2): 302 · Bulgaria: 318 · Croația: 241 · Ungaria: 151 · Kosovo: 352 · Muntenegru: 124 · Macedonia de Nord: 62 · România: 476                                                                                               |
| Seychelles | 0                            | 0                           | 0                          | |
| Sfânta Lucia | 0                            | 0                           | 0                          | |
| Sfântul Cristofor și Nevis | 0                            | 0                           | 0                          | |
| Sfântul Vicențiu și Grenadinele | 0                            | 0                           | 0                          | |
| Sierra Leone | 958                          | 2                           | 2                          | Guineea: 652 · Liberia: 306 |
| Singapore | 0                            | 0                           | 0                          | |
| Siria | 2.253                        | 6                           | 5                          | Irak: 605 · Israel: 76 · Iordania: 375 · Liban: 375 · Turcia (2): 822 |
| Slovacia | 1.524                        | 5                           | 5                          | Austria: 91 · Cehia: 215 · Ungaria: 677 · Polonia: 444 · Ucraina: 97 |
| Slovenia | 1.334                        | 4                           | 4                          | Austria: 330 · Croația: 670 · Italia: 232 · Ungaria: 102 |
| Somalia | 2.340                        | 3                           | 3                          | Djibouti: 61 · Etiopia: 1.600 · Kenya: 682 |
| Spania | 1.918                        | 9                           | 5                          | Andorra: 63,7 · Franța (3): 623 · Gibraltar: (Regatul Unit) 1,2 · Portugalia: 1.214 · Maroc (3): 17 |
| Sri Lanka | 0                            | 0                           | 0                          | |
| Statele Federate ale Microneziei | 0                            | 0                           | 0                          | |
| Statele Unite | 12.034                       | 5                           | 2                          | Canada (4): 8.893 · Mexic: 3.141 |
| Sudan | 6.764                        | 7                           | 7                          | Republica Centrafricană: 483 · Ciad: 1.360 · Egipt: 1.273 · Eritreea: 605 · Etiopia: 723 · Libia: 383 · Sudanul de Sud: 1.937 |
| Sudanul de Sud | 4.797                        | 6                           | 6                          | Republica Centrafricană: 682 · Republica Democratică Congo: 628 · Etiopia: 883 · Kenya: 232 · Sudan: 1.937 · Uganda: 435 |
| Suedia | 2.233                        | 3                           | 2                          | Finlanda (2): 614 (inclusiv segmentul de 05 km cu Insulele Åland) · Norvegia: 1.619 |
| Suriname | 1.707                        | 3                           | 3                          | Brazilia: 597 · Guiana Franceză (Franța): 510 · Guyana: 600 |
| Tadjikistan | 3.651                        | 7                           | 4                          | Afganistan: 1.206 · China: 414 · Kârgâzstan (3): 870 · Uzbekistan (2): 1.161 |
| Taiwan | 0                            | 0                           | 0                          | |
| Tanzania | 3.861                        | 8                           | 8                          | Burundi: 451 · Republica Democratică Congo: 459 · Kenya: 769 · Malawi: 475 · Mozambic: 756 · Rwanda: 217 · Uganda: 396 · Zambia: 338 |
| Thailanda | 4.863                        | 4                           | 4                          | Cambodgia: 803 · Laos: 1.754 · Malaysia: 506 · Myanmar: 1.800 |
| Timorul de Est | 228                          | 2                           | 1                          | Indonezia (2): 228 |
| Togo | 1.647                        | 3                           | 3                          | Benin: 644 · Burkina Faso: 126 · Ghana: 877 |
| Tonga | 0                            | 0                           | 0                          | |
| Trinidad și Tobago | 0                            | 0                           | 0                          | |
| Tunisia | 1.469                        | 2                           | 2                          | Algeria: 1.010 · Libia: 459 |
| Turcia | 2.648                        | 9                           | 8                          | Armenia: 268 · Azerbaidjan: 9 · Bulgaria: 240 · Georgia: 252 · Grecia: 206 · Iran: 499 · Irak: 352 · Siria (2): 822 |
| Turkmenistan | 3.736                        | 4                           | 4                          | Afganistan: 744 · Iran: 992 · Kazahstan: 379 · Uzbekistan: 1.621 |
| Tuvalu | 0                            | 0                           | 0                          | |
| Țările de Jos (zona continentală) | 1.027                        | 32                          | 2                          | Belgia (31): 450 · Germania: 577 |
| Regatul Țărilor de Jos · include zona continentală și Țările de Jos Caraibiene: · → Aruba · → Curaçao · → Sint Maarten | 1.037                        | 33                          | 3                          | Belgia (31): 450 · Germania: 577 · Saint Martin (Franța): 10,2 |
| Ucraina | 4.663                        | 8                           | 7                          | Belarus: 891 · Ungaria: 103 · Moldova: 939 · Polonia: 526 · România (2): 531 · Rusia: 1.576 · Slovacia: 97 |
| Uganda | 2.698                        | 5                           | 5                          | Republica Democratică Congo: 765 · Kenya: 933 · Rwanda: 169 · Sudanul de Sud: 435 · Tanzania: 396 |
| Ungaria | 2.171                        | 7                           | 7                          | Austria: 366 · Croația: 329 · România: 443 · Serbia: 151 · Slovacia: 677 · Slovenia: 102 · Ucraina: 103 |
| Uruguay | 1.564                        | 2                           | 2                          | Argentina: 579 · Brazilia: 985 |
| Uzbekistan | 6.221                        | 11                          | 5                          | Afganistan: 137 · Kazahstan: 2.203 · Kârgâzstan (6): 1.099 · Tadjikistan (2): 1.161 · Turkmenistan: 1.621 |
| Vanuatu | 0                            | 0                           | 0                          | |
| Vatican | 3,2                          | 1                           | 1                          | Italia: 3,2 |
| Venezuela | 4.993                        | 3                           | 3                          | Brazilia: 2.200 · Columbia: 2.050 · Guyana: 743 |
| Vietnam | 4.639                        | 3                           | 3                          | Cambodgia: 1.228 · China: 1.281 · Laos: 2.130 |
| Yemen | 1.746                        | 2                           | 2                          | Oman: 288 · Arabia Saudită: 1.458 |
| Zambia | 5.667                        | 8                           | 8                          | Angola: 1.110 · Botswana: 0,15 · Republica Democratică Congo: 1.930 · Malawi: 837 · Mozambic: 419 · Namibia: 233 · Tanzania: 338 · Zimbabwe: 797                                                                                                  |
| Zimbabwe | 3.066                        | 4                           | 4                          | Botswana: 813 · Mozambic: 1.231 · Africa de Sud: 225 · Zambia: 797 |